# パク・ヒョンシク
パク・ヒョンシク（朝: 박형식、1991年11月16日 - ）は、韓国の歌手で俳優。
P&Studioに所属している。
身長183cm。

## 経歴
1991年11月16日に生まれた。家族全員仏教徒で、 ヒョンシクの名前は母と祖母の知り合いの僧侶につけてもらった。名前を漢字で書くと炯植で、光を植えるという意味で、「小さな光が大きな光になるような…心だけでなく全てにおいて大きくなる、大物に育って欲しい」といった願いが込められているという。また、女優のオク・ジュヒョンは6親等の親戚である。
2010年1月15日にボーイズグループZE:A（ゼア）でデビューし、グループ内でメンバーのケビンと共にメインボーカルを担当した。ハスキーな声をしていて、低音と高音を使い分ける。本人はバラードを好んでいるが、高校時代にはロックバンドでボーカルを務めていた。
2011年にミュージカル『オオカミの誘惑』で舞台デビューを果たした。2012年に『愛の贈りもの』でテレビドラマでのデビューを果たした。韓国では2013年半ばまでは他のメンバーに比べて知名度が低かった。それでも2013年の年末に授賞式が開催されたMBC演芸大賞ではショー・バラエティ部門で男性新人賞を受賞した。さらに2014年から2015年にかけて放送されて高視聴率を記録した連続テレビドラマ『家族なのにどうして』に出演したことがきっかけで注目され、2014年の年末に開催されたKBS演技大賞でナム・ジヒョンと共にベスト・カップル賞を受賞し、男性新人演技賞も受賞した。2015年6月から7月にかけては連続テレビドラマ『上流社会』に出演し、2015年の年末に開催されたSBS演技大賞でニュースター賞を受賞した。2017年2月から4月にかけては『力の強い女 ト・ボンスン』に出演し、2017年に開催された第1回ザ・ソウル・アワードで男性人気賞を受賞した。
2017年にZE:Aのメンバーがそれぞれ別の事務所へ移籍。その後は俳優としての活動を中心にしている。
グループは解散していないと各メンバー自身が言及している。
2019年6月10日に、韓国人男性の義務である兵役のために軍隊に入隊した。2021年1月4日に除隊予定になっている。入隊先は論山（ノンサン）訓練所で、ノンサン市の中央から少し離れた場所にあるヨンム邑（ゆう）に位置する場所。論山（ノンサン）市はプサンとソウルの中間あたりに位置する都市で、人口は12万人の地方都市になる。入隊後5週間の基礎軍事訓練を受けた後、首都防衛司令部憲兵機動隊（特殊任務憲兵）で軍生活を続けていく。
ヒョンシクは「皆で愛し合おう」を人生のモットーとしている。これは韓国でテレビ放送されているトーク番組『TAXI』でパク・ヒョンシクが語った言葉であり、「誰もが愛する世界になるといいな」と発言して場の雰囲気をなごませたこともある。

## 出演作品

### テレビドラマ
- 愛の贈りもの〜My Blessed Mom〜（2012年、SBS） - オ・スヒョン 役
- シリウス（2013年、KBS2） - ウンチャンの少年時代／シヌの少年時代 役
- ナイン〜9回の時間旅行〜（2013年、tvN） - パク・ソヌ 役
- 相続者たち（2013年、SBS） - チョ・ミョンス 役
- 家族なのにどうして～ぼくらの恋日記～（2014年-2015年、KBS2） - チャ・ダルホン 役
- 上流社会（2015年、SBS） - ユ・チャンス 役
- 彼女はキレイだった（2015年、MBC） - パーティのゲスト 役
- 花郎（2016年、KBS2） - サムメクチョン 役
- 力の強い女 ト・ボンスン（2017年、JTBC） - アン・ミンヒョク 役
- SUITS/スーツ〜運命の選択〜（2018年、KBS2） - コ・ヨヌ 役
- ハピネス（2021年、tvN） - チョン・イヒョン 役
- サウンドトラック#1 (2022年、Disney＋） - ソヌ 役
- 青春越壁（2023年、tvN） - イ・ファン 役
- 力の強い女 カン･ナムスン (2023年、JTBC ･Netflix） - アン・ミンヒョク 役 カメオ出演
- ドクタースランプ（2024年、JTBC・Netflix） - ヨ・ジョンウ 役

### 映画
- ジャスティン（2013年）
- トロール（2017年）
- ふたつの光：リルルミノ（2017年）
- 8番目の男（2019年）